# Территориальные изменения воеводств Польши 1 апреля 1938 года
1 апреля 1938 года границы некоторых западных и центральных воеводств подверглись существенным изменениям. Они затронули такие воеводства, как Поморское, Познанское, Варшавское, Лодзинское, Белостокское, Люблинское и Келецкое. Более всех увеличилось в размерах Поморское воеводство, более всех уменьшилось Белостокское. Приводится алфавитный список повятов, которые были переданы от одного воеводства к другому:

Административно-территориальное деление Польши в 1922 году

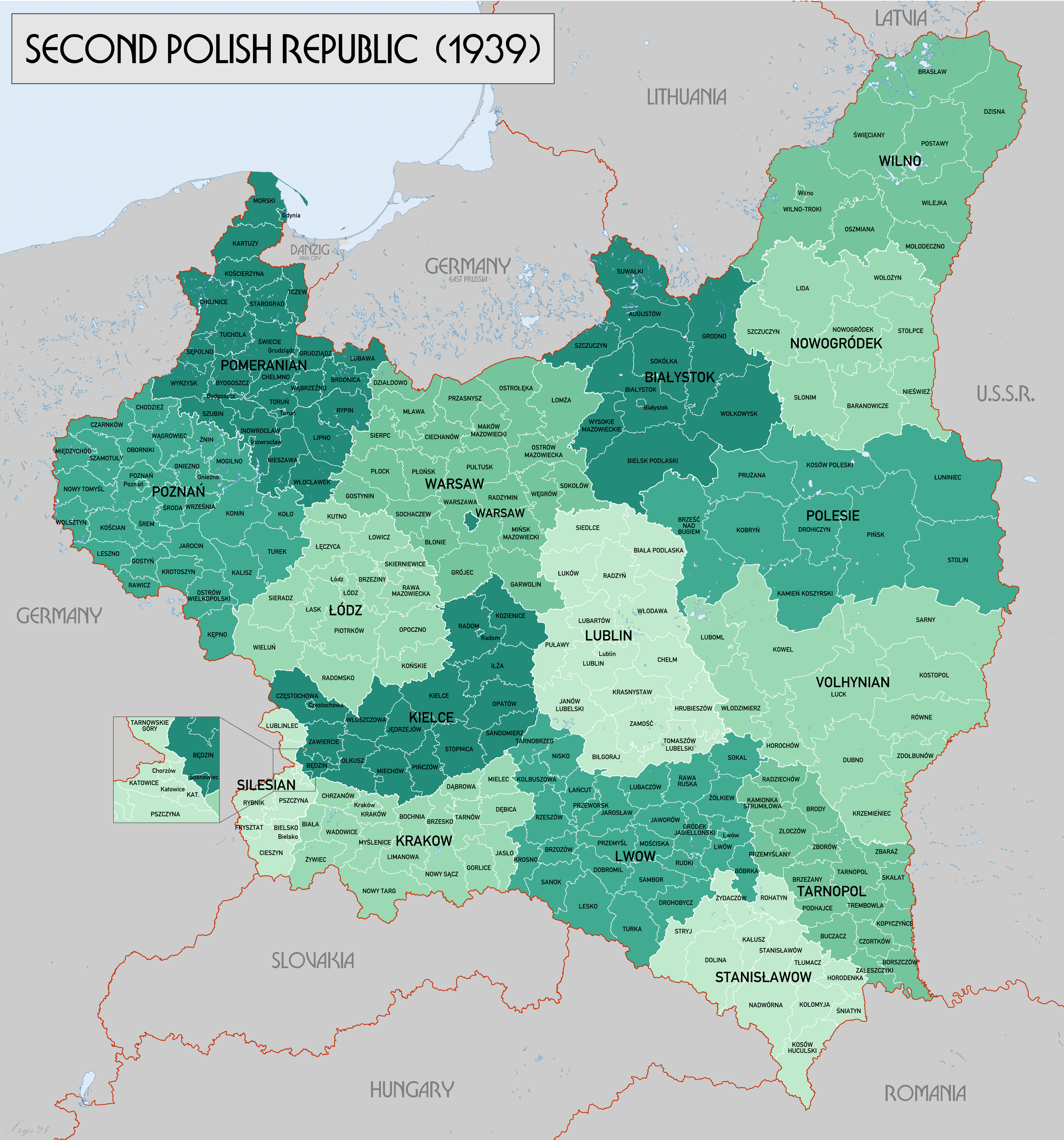
Административно-территориальное деление Польши 31 августа 1939 года

- Быдгощский повят (от Познанского к Поморскому),

- Венгрувский повят (от Люблинского к Варшавскому),

- Влоцлавекский повят (от Варшавского к Поморскому),

- Выжискский повят (от Познанского к Поморскому),

- Гарволинский повят (от Люблинского к Варшавскому),

- Дзялдовский повят (от Поморского к Варшавскому),

- Иновроцлавский повят (от Познанского к Поморскому),

- Калишский повят (от Лодзинского к Познанскому),

- Кольский повят (от Лодзинского к Познанскому),

- Конинский повят (от Лодзинского к Познанскому),

- Коньский повят (от Келецкого к Лодзинскому),

- Кутновский повят (от Варшавского к Лодзинскому),

- Липновский повят (от Варшавского к Поморскому),

- Ловичский повят (от Варшавского к Лодзинскому),

- Ломжинский повят (от Белостокского к Варшавскому),

- Нешавский повят (от Варшавского к Поморскому),

- Опочненский повят (от Келецкого к Лодзинскому),

- Остроленкский повят (от Белостокского к Варшавскому),

- Острувский повят (от Белостокского к Варшавскому),

- Равский повят (от Варшавского к Лодзинскому),

- Рыпинский повят (от Варшавского к Поморскому),

- Скерневицкий повят (от Варшавского к Лодзинскому),

- Соколувский повят (от Люблинского к Варшавскому),

- Турекский повят (от Лодзинского к Познанскому),

- Шубинский повят (от Познанского к Поморскому).